# Dourtenga
Dourtenga ist ein Departement (französisch département) und eine Gemeinde (französisch commune rurale „Landgemeinde“) sowie deren Hauptort im Südosten des westafrikanischen Staates Burkina Faso. Beide Verwaltungseinheiten umfassen dasselbe Gebiet mit zwölf Dörfern und unterscheiden sich nur in administrativen Aufgaben. Dourtenga liegt in der zur Region Centre-Est zählenden Provinz Koulpélogo und ist geprägt von Klima und Vegetation des sudanesischen Savannengürtels. Von der Gründung im 15. Jahrhundert bis zur Eroberung durch die Franzosen um 1900 war Dourtenga ein unabhängiges Häuptlingstum (französisch chefferie), zwischen den Königreichen Lalgaye und Ouargaye in der Landschaft Yanga gelegen, dem Land der mit den Mossi eng verwandten Yaama. Diese stellen die Mehrheit der rund 9500 Einwohner Dourtengas und leben vorwiegend als Subsistenzbauern von der Landwirtschaft.

## Geographie

### Lage

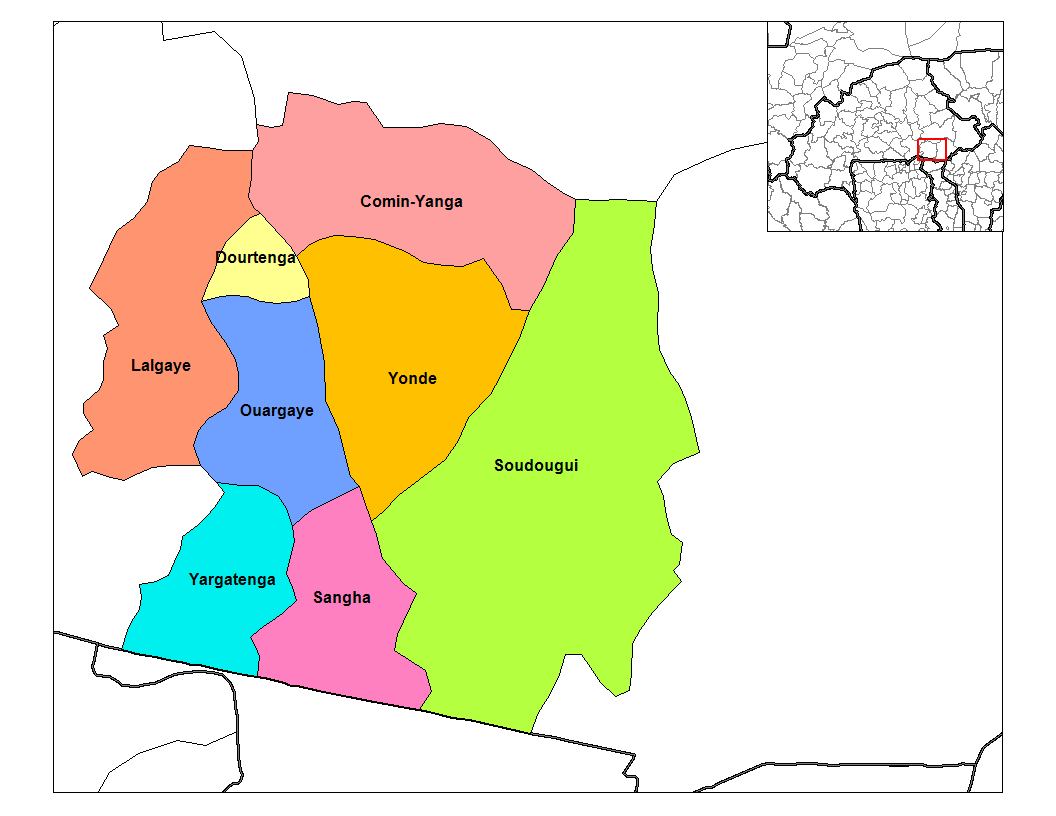
Die Gemeinden der Provinz Koulpélogo

Dourtenga liegt in der Großlandschaft Sudan im Südosten von Burkina Faso und im Westen der Provinz Koulpélogo, die zur administrativen Region Centre-Est gehört. Nachbargemeinden sind im Norden und Westen Lalgaye, im Nordosten Comin-Yanga, im Osten Yondé und im Süden Ouargaye. Die Fläche des Gemeindegebiets beträgt 112,77 km² oder 2,13 % der Gesamtfläche Koulpélogos; damit ist Dourtenga die kleinste Gemeinde der Provinz. Die Nachbarorte Lalgaye und Ouargaye sind beide jeweils etwa 10 km von Dourtenga entfernt.

### Relief und Gewässer
Dourtenga liegt auf dem vor mehr als zwei Milliarden Jahren entstandenen präkambrischen Granitsockel, der drei Viertel der Landesfläche ausmacht und einen Teil des Mittelabschnitts der Oberguineaschwelle darstellt. Das Relief dieser flachwelligen Hochebene ist durch Senken, Kuppen, Hügel und vereinzelte Inselberge geprägt, die im Birrimien entstanden sind, zumeist von Lateritpanzern bedeckt sind und Granitintrusionen aufweisen. Das Gebiet Dourtengas erreicht an den Flussläufen seine niedrigsten Höhen. Vorherrschend sind Lateritböden, die arm an mineralischen Elementen und organischem Material sind, während in den Niederungen schlammige Tonböden existieren. Die Wasserläufe auf dem Gemeindegebiet Dourtengas führen nur in der Regenzeit Wasser und fließen dem Koulpélogo sowie dem Nouaho, Nebenflüssen des Nakambé (Weißer Volta), zu. In der Regenzeit sind sie Ursache der Unpassierbarkeit der Pisten, liegen im Januar und Februar aber trocken und haben zahlreiche tote Flussarme.

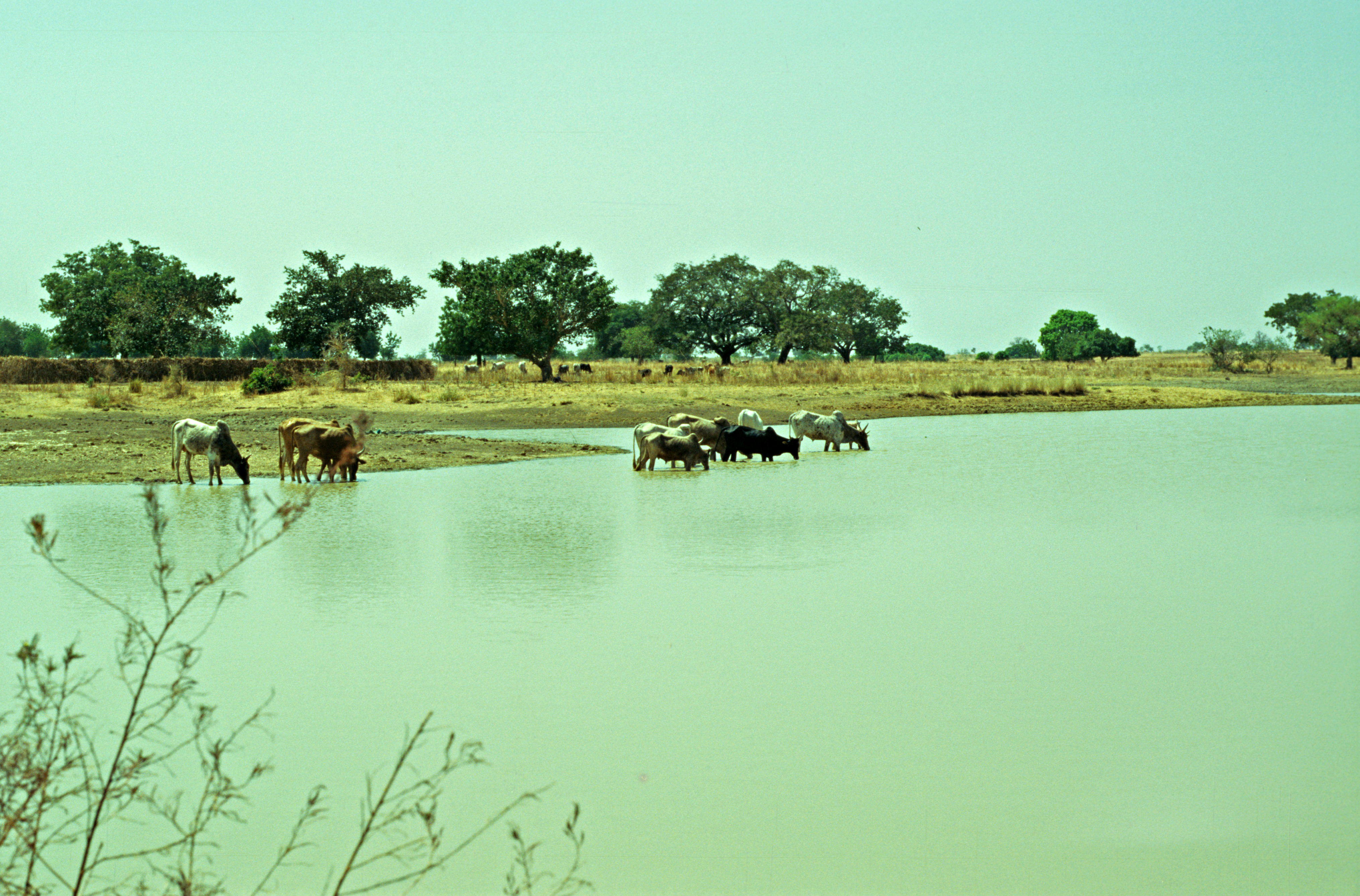
Ein Regenrückhaltebecken im Februar 1999
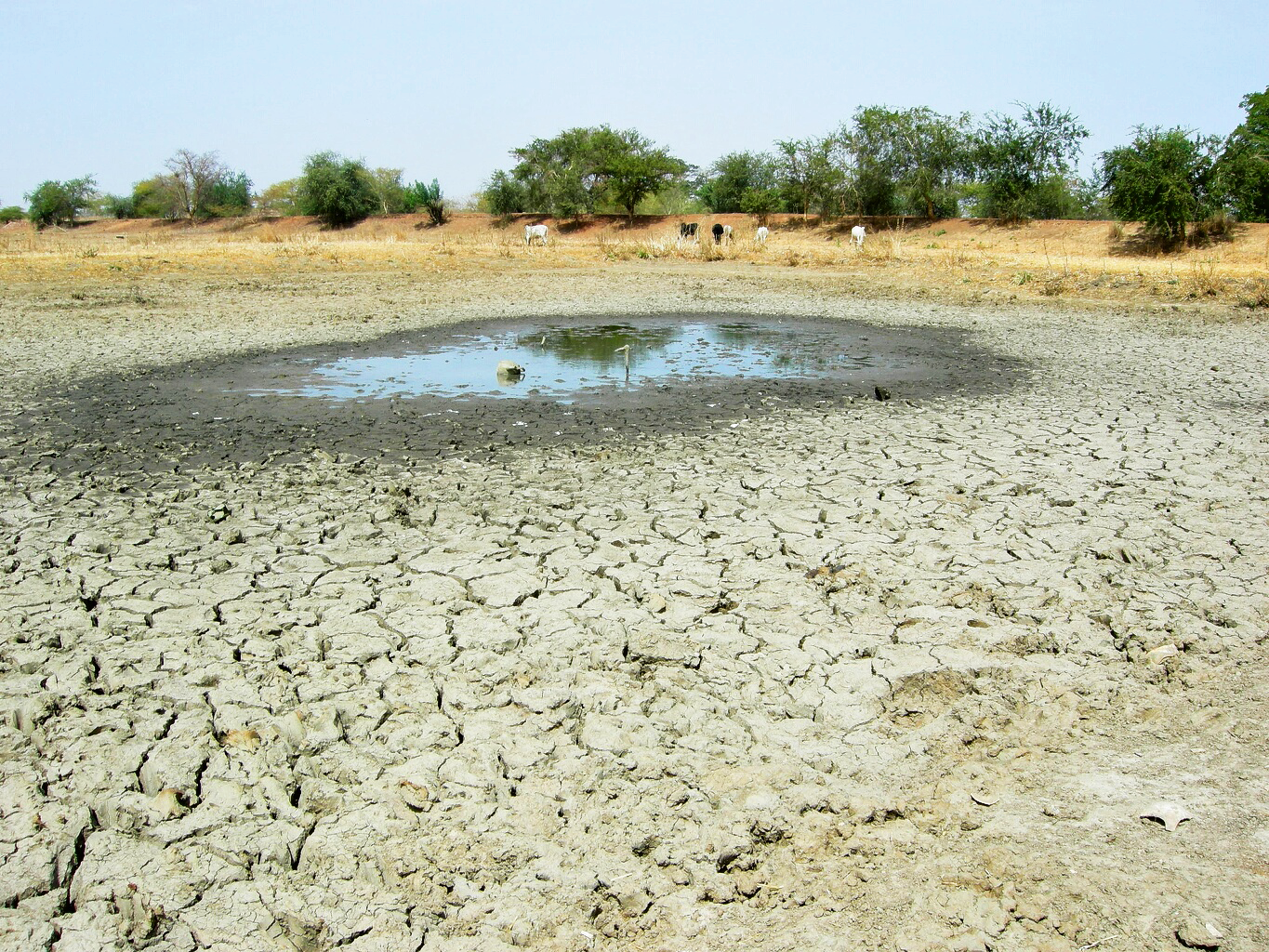
Ausgetrocknetes Becken im Januar 2008
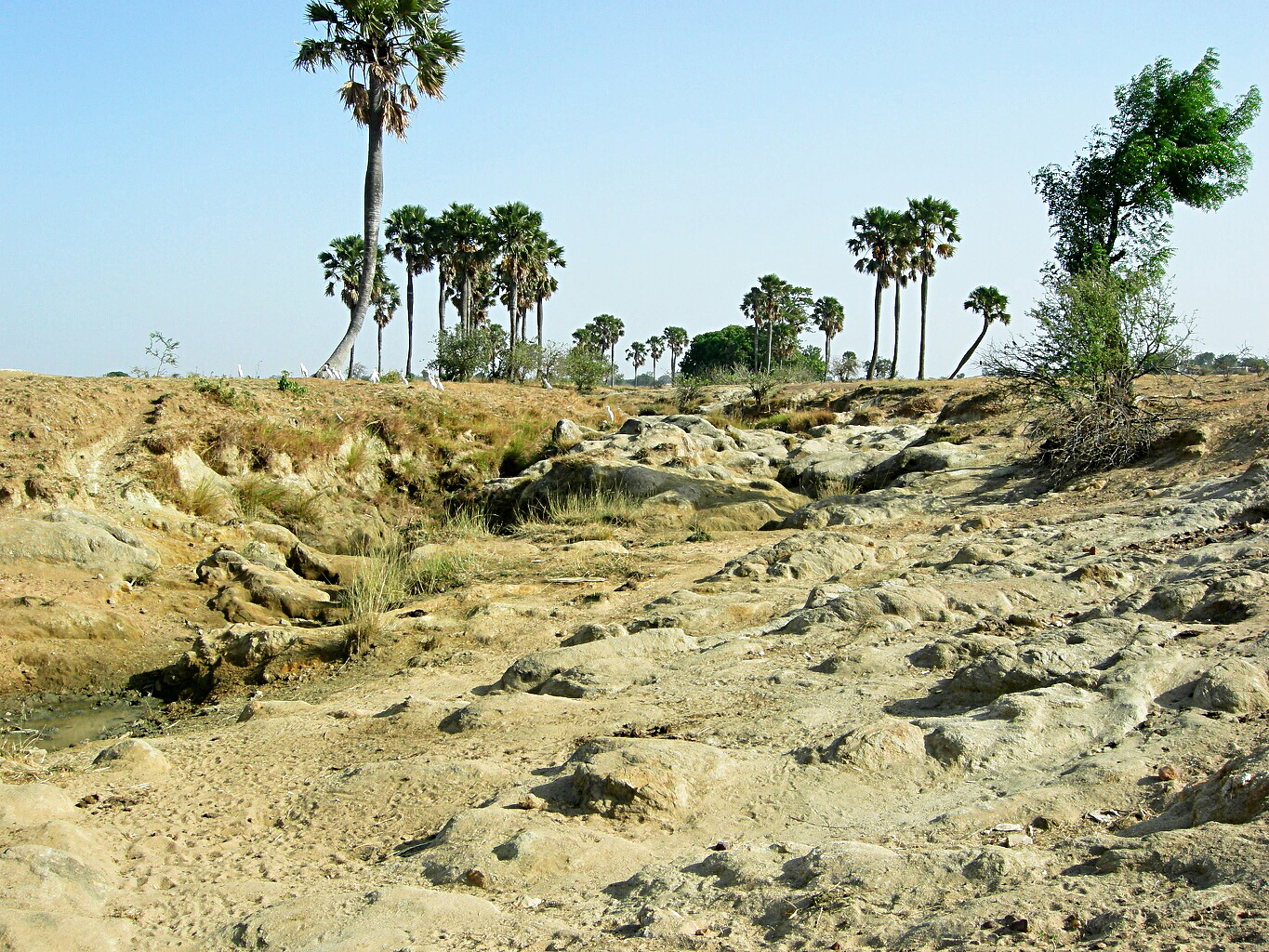
Ein Flussbett während der Trockenzeit

### Klima und Vegetation

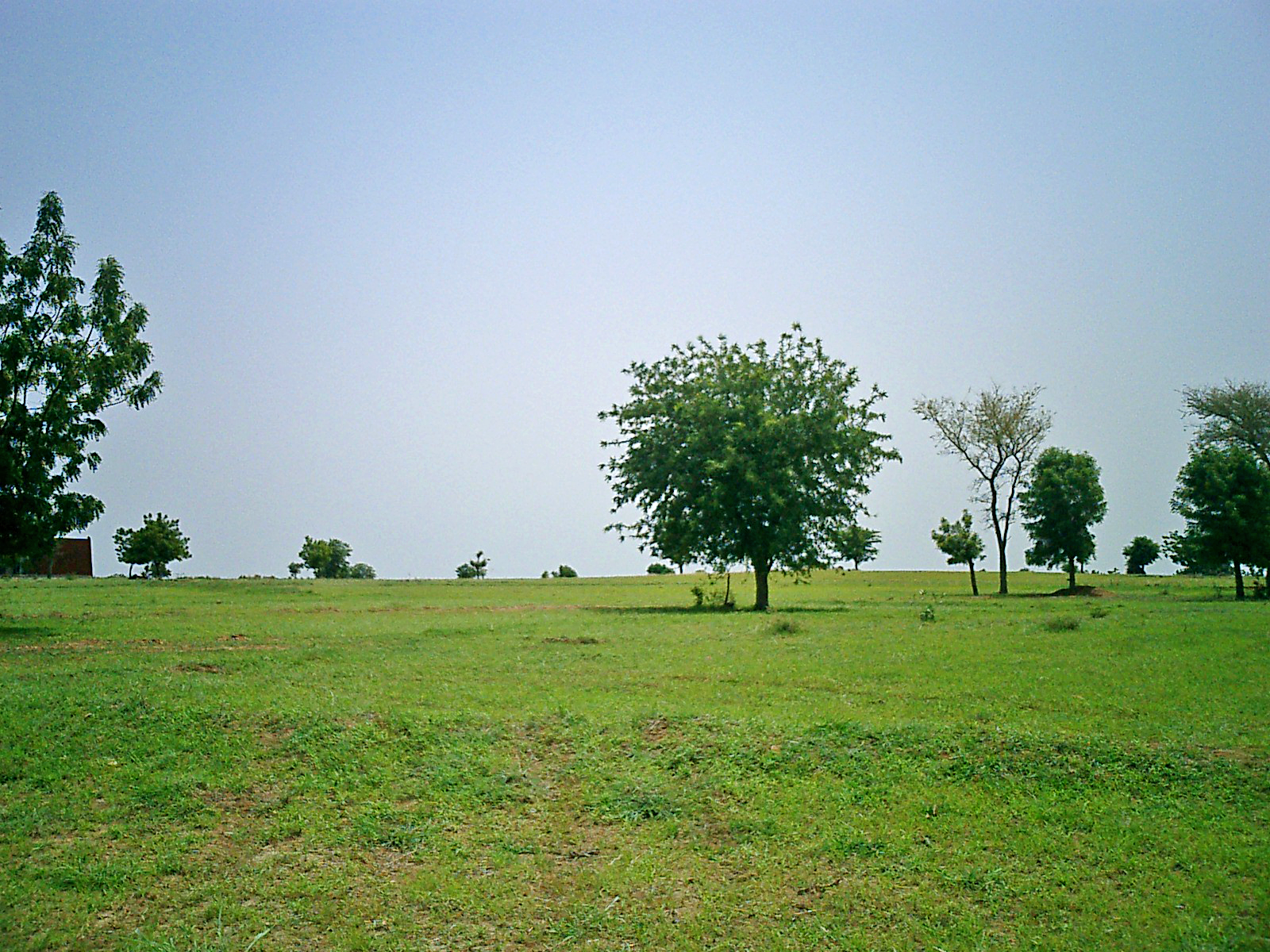
Während der Regenzeit ist der sonst karge Boden von grüner Vegetation bedeckt

Dourtenga unterliegt dem Einfluss des Tropischen Wechselklimas mit sudanosahelischem Charakter, gekennzeichnet durch einen Wechsel von Regen- und Trockenzeit. Die relativ kurze Regenzeit dauert von Mai bis September, im Durchschnitt gibt es 51,5 Regentage mit einem Niederschlagswert von 868 mm pro Jahr. Da Dourtenga selbst über keine Wetterstation verfügt, werden die Daten aus Ouargaye herangezogen, wo seit dem Jahr 2000 Wetterdaten aufgezeichnet werden. Dourtenga liegt in der zum sudanosambesischen Savannengürtel zählenden phytogeographischen Zone des Sudan. Charakteristisch ist die typische Vegetation der Trockensavanne mit dichtem Grasbewuchs (darunter Lampenputzergräser) und vereinzeltem Baumwuchs, zu dem einheimische Arten wie Tamarindenbaum, Afrikanischer Affenbrotbaum (Baobab), Karitébaum, Seyal-Akazie, Wüstendattel und Diospyros mespiliformis zählen. In Dourtenga findet sich praktisch keine ursprüngliche dichte Vegetation mehr, Grund sind anthropogene und klimatische Einflüsse. In der Vergangenheit kam es zu Pflanzungen von Mango, Rotem Eukalyptus und Niembaum.

### Umwelt

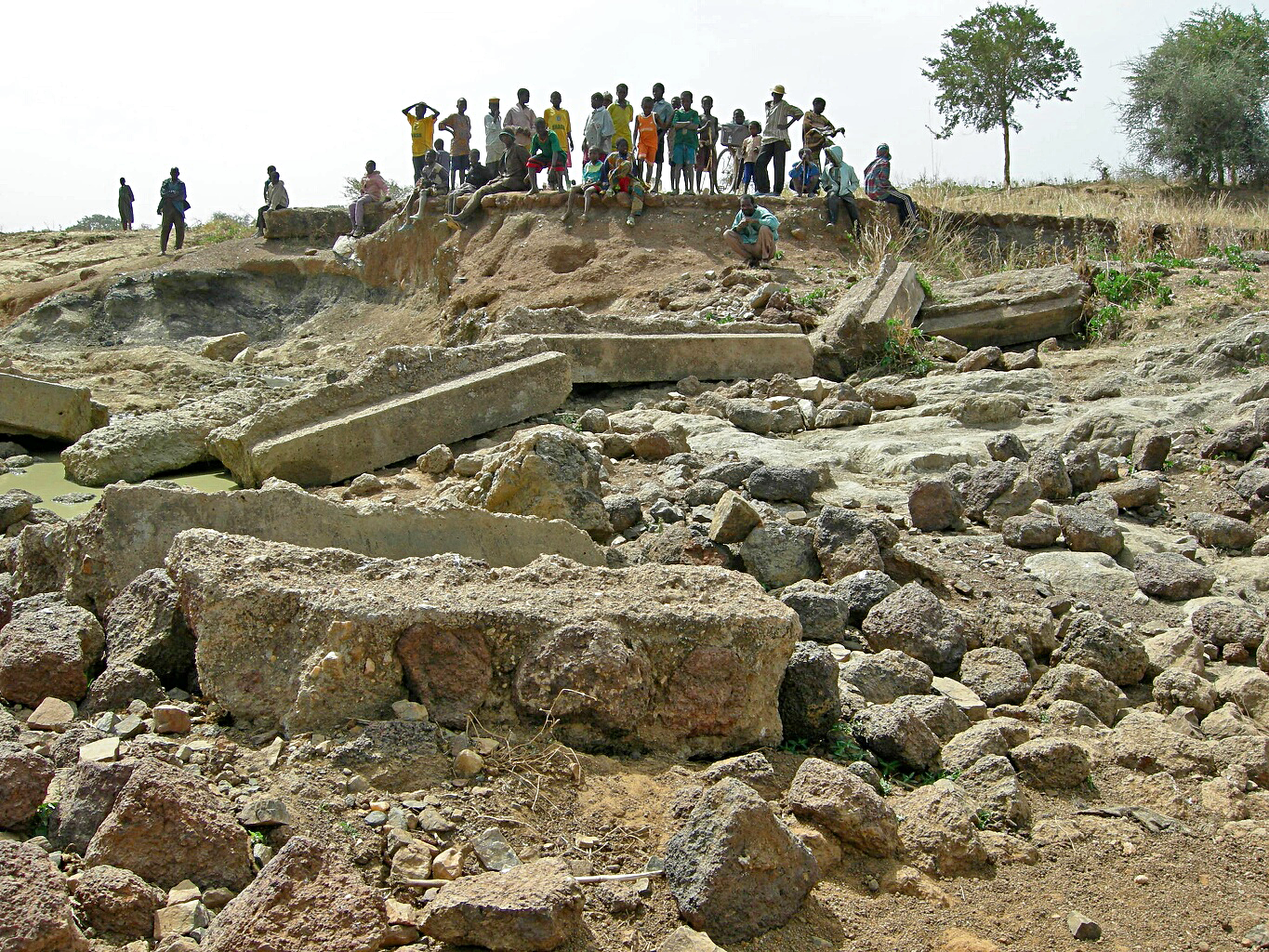
Bei den Unwettern 2007 zerstörter Damm eines Regenrückhaltebeckens

Durch die schweren Unwetter in Teilen Westafrikas im Sommer 2007 kam es auch in Dourtenga zu Schäden. So wurden zahlreiche Bäume entwurzelt und Blechdächer fortgeweht. Die Regenfälle vernichteten einen Teil der Ernte, zerstörten den vorgeschädigten Damm eines Regenrückhaltebeckens vollständig und brachten viele der in traditioneller Lehmbauweise errichteten Rundhütten zum Einsturz. Im April 2008 kam es erneut zu Unwettern, die erhebliche Schäden anrichteten und Menschen verletzten.

## Bevölkerung

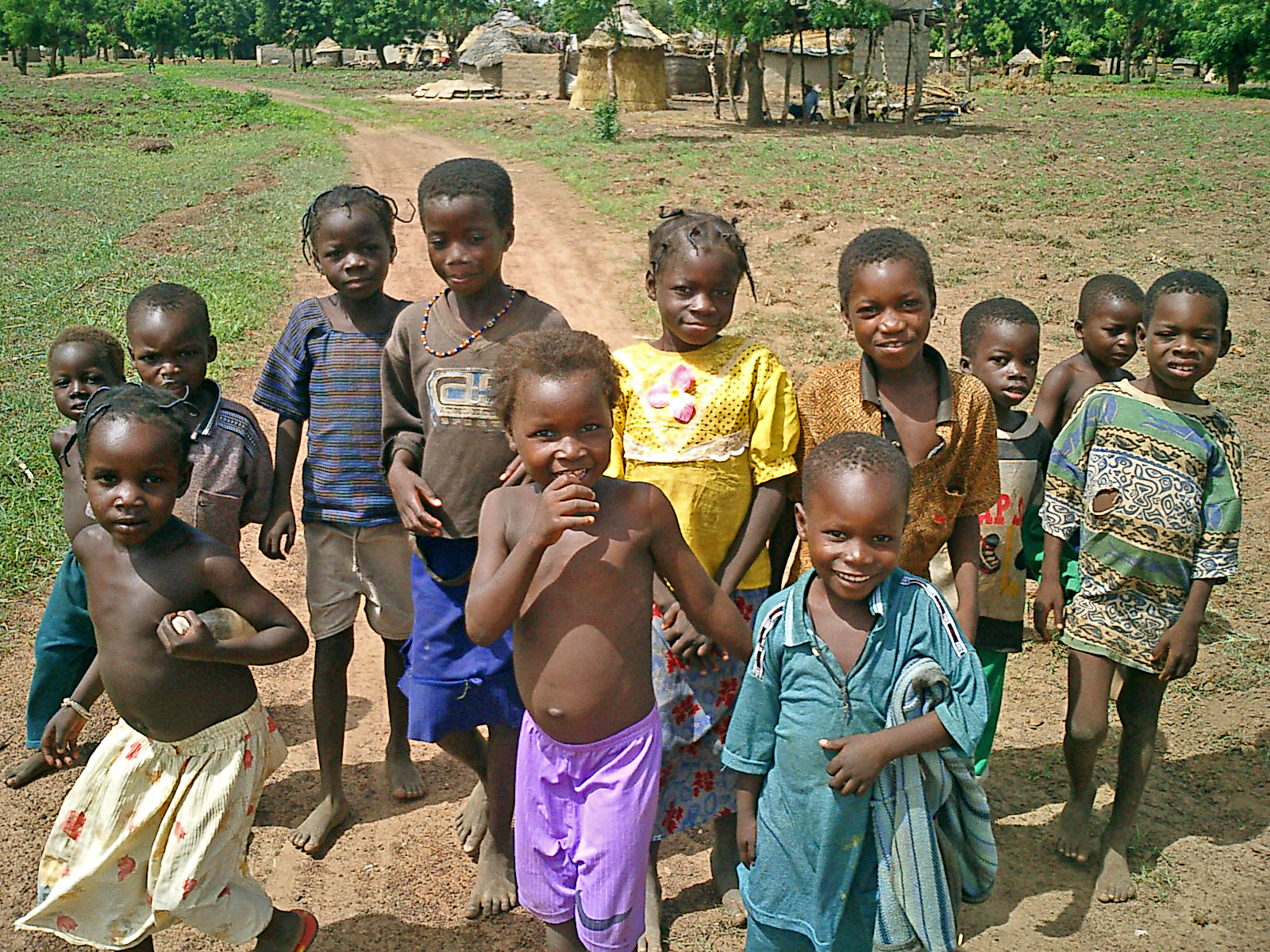
Mehr als die Hälfte der Bewohner Dourtengas sind Kinder und Jugendliche

Den vorläufigen Ergebnissen der Volkszählung von 2006 zufolge leben in Dourtenga 9538 Menschen. Die Bevölkerung verteilt sich auf 1587 Haushalte in zwölf Dörfern und besteht neben einigen Mossi hauptsächlich aus eng mit diesen verwandten Yaama sowie Fulbe. 5042 Frauen stehen 4496 Männer gegenüber, auf 100 Frauen kommen demnach 89 Männer. Beim Zensus von 1996 hatte Dourtenga 6949 Einwohner, und 53 % der Bewohner Dourtengas waren jünger als 20 Jahre. Die Bevölkerungsdichte beträgt 84,6 Einwohner pro km², das Bevölkerungswachstum wurde für 1996 mit 2,5 % beziffert.
Recht gering ausgeprägt unter den jungen Bewohnern von Dourtenga ist die Landflucht. Für diejenigen, die den Ort verlassen, sind die Hauptstadt Ouagadougou, Fada N’Gourma oder die nahen Nachbarländer das Ziel. Dourtenga gilt als Transitort für Kinderhandel.

### Sprache
Offizielle Amtssprache ist wie in ganz Burkina Faso Französisch, die Sprache der ehemaligen Kolonialmacht.
Die Yaama sprechen mit dem Yaana einen Dialekt des Mòoré, der zu den Niger-Kongo-Sprachen zählenden Gur-Sprache der Mossi. Mòoré und Yaana weisen eine hohe lexikalische Ähnlichkeit auf und die gegenseitige Verständlichkeit liegt bei 90 %. Die Kinder wachsen mit beiden Varianten auf und vermischen sie im Alltag, wobei die Jüngsten die meisten Probleme haben, Mòoré zu verstehen. Die in Dourtenga sowie in Comin-Yanga und Yondé gesprochene Variante des Yaana weist Unterschiede zum weiter südlich gesprochenen Yaana in Sanga und Soudougui auf. Die Sprache der Fulbe ist das Fulfulde, eine weitläufig mit dem Mòoré verwandte Niger-Kongo-Sprache.

### Religion
Die traditionelle Religion der Yaama von Dourtenga definiert sich primär über das Darbieten von Opfergaben. In ihrer Konzeption existiert ein Großer Gott, genannt Naaba Wẽnde. Dieser ist ihrem Glauben zufolge so groß, dass er für Menschen unerreichbar ist. Zahlreiche Gottheiten, die zu den beiden Gruppen der tangama und kinkirsi (Singular: kinkirga) zählen, dienen daher als Mittler. Die tangama stehen Gott aufgrund ihrer Macht nahe und sind zum Teil mit den Ahnen der Menschen assimiliert. Leben, Fruchtbarkeit, Gesundheit und Regen gehören den tangama, die häufig Hügel, Flüsse oder Felsen bewohnen. Die kinkirsi sind Geister, von denen die Guten Reichtum verschaffen und die Bösen Fehler zum Beispiel mit Krankheiten bestrafen können. Jeder Gottheit werden regelmäßig Opfer zuteil, etwa in Form von Tieren oder der Gabe von zom-koom (Hirsemehlwasser). Das Priesteramt ist nicht einzelnen Individuen oder Gruppen vorbehalten, jedes Familienoberhaupt zum Beispiel ist zugleich Priester. Ihre Religion hatte für die Yaama in der Vergangenheit große Bedeutung, war die Basis des menschlichen Lebens und schrieb das Verhalten des Einzelnen vor.
Erst mit der Kolonisierung kam Dourtenga unter den Einfluss fremder Religionen. Das Gebiet der Yaama gehört zu den Regionen Burkina Fasos mit den wenigsten Anhängern des Islam. Katholische und Protestantische Missionstätigkeit setzte mit der Kolonisierung ein, heute sind die meisten Bewohner Dourtengas Katholiken. Doch viele der Christen in Dourtenga suchen aber weiterhin Weissager auf und bringen Opfergaben dar. Es gibt keine Probleme zwischen den einzelnen Religionsgruppen.

## Geschichte

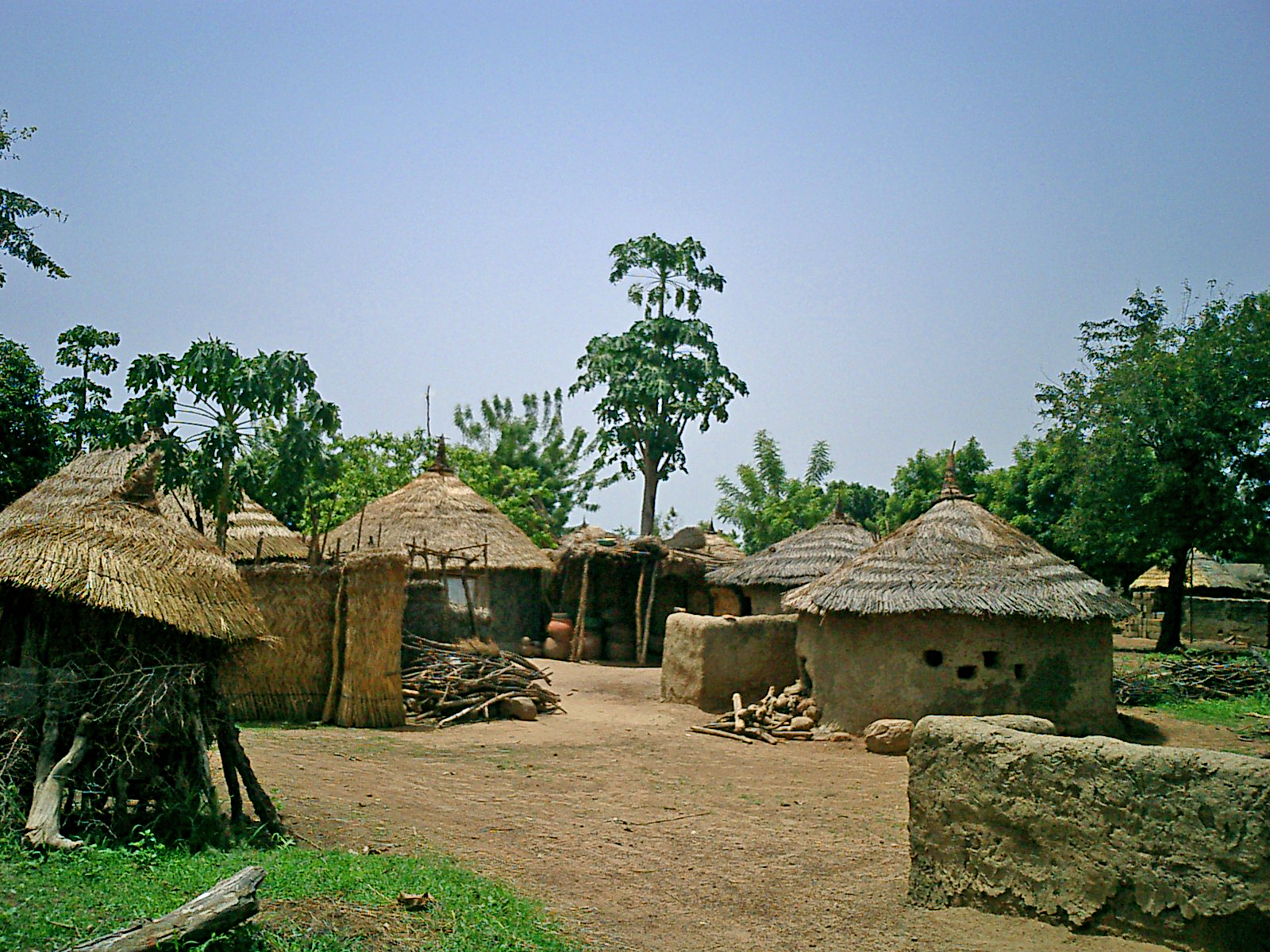
Gehöft aus Rundhütten in Lehmbauweise

### Ursprünge Dourtengas
Die Ursprünge der Gründer Dourtengas werden – wie auch diejenigen der Mossireiche und des Reiches Gulmu der Gurma – in Gambaga, einem Ort im Norden des heutigen Ghana, vermutet. Von dort sollen sowohl die Prinzessin Yennenga, Begründerin der Mossi-Dynastien, als auch Diaba Lompo, Gründer des Reiches Gulmu, und sein Bruder Tarwêna nach Norden gezogen sein. Letzterer hatte mit Pihiga und Segda (Segueda) zwei Enkel, die in Pihitenga lebten, einem heute zu Lalgaye zugehörigen Dorf. Pihiga, Gründer des Dorfes und dessen Oberhaupt, war ein gewalttätiger Herrscher, was seinen Bruder zum Verlassen Pihitengas bewog. Er gründete auf der gegenüberliegenden Seite eines Hügels ein neues Dorf, Dourtenga, dessen erster Chef (naaba) er wurde. Durch eine große Zahl an Nachkommen, die in der Nachbarschaft neue Dörfer gründeten, konnte er seine Herrschaft sichern. Diese Ereignisse werden in der zweiten Hälfte des 15. Jahrhunderts vermutet, zwischen 1465 und 1480, womit Dourtenga älter wäre als die benachbarten Reiche Lalgaye und Ouargaye, die zwar im Land der Yaama liegen, aber von Mossi gegründet wurden und in deren Machtstrukturen eingebunden waren. Dourtenga war dagegen bis zur Eroberung durch die Franzosen Ende des 19. Jahrhunderts stets ein unabhängiges Häuptlingstum (französisch chefferie) gewesen.

### Traditionelle Herrschaft
Die Herrschaft über das vorkoloniale Dourtenga wurde von einem naaba (französisch chef) ausgeübt, jeweils einem Nachfahren Segdas, des Dorfgründers und ersten Naabas. Politische Herrschaft war somit an die familiäre Herkunft geknüpft. In die herrschende Familie geboren zu werden, galt als Gottes Wille. Politische Macht, genannt naam, war dementsprechend ein Geschenk Gottes, das man sich nicht auf andere Weise aneignen konnte, ohne dadurch die Götter zu verärgern. Dies erklärt die Abwesenheit von Nachfolgekonflikten in Dourtenga; die Nachfolge wurde durch ein Rotationssystem verschiedener dynastischer Segmente der einzelnen Dörfer geregelt. Bis heute, auch zu Kolonialzeiten und nach der Unabhängigkeit, besteht das System der Naabas weiter, wobei diese über keine offiziellen Befugnisse mehr verfügen.
Nachfolger Segdas war Kulweogo, der das Dorf Niondin gründete. Die Chefs der von den folgenden Nachfahren gegründeten Dörfer zeigten ihre Verbundenheit zu Dourtenga unter anderem dadurch, dass sie sich dort begraben ließen. Allerdings zählten zum Gebiet Dourtengas auch Dörfer, die nicht von Nachfahren Segdas gegründet wurden, so Kobré und Tangoko. Das heutige Dourtenga umfasst in etwa das Gebiet des präkolonialen Häuptlingstums, wobei das Dorf Boussirabogo heute zu Yondé gehört. Dourtenga war nur selten in externe Konflikte verwickelt. Dies kann mit einer Selbstgenügsamkeit erklärt werden und der Tatsache, dass Dourtenga von verschwisterten Häuptlingstümern umgeben war. Eine Ausnahme stellt die Zeit des Naaba Guugu dar, der als blutrünstig und angriffslustig in die mündlich überlieferte Geschichte eingegangen ist.

### Kolonisierung durch Frankreich
Mit Ankunft der Franzosen Ende des 19. Jahrhunderts endete die Autonomie Dourtengas. Der zu dieser Zeit herrschende Naaba Yussablega widersetzte sich den Franzosen, die aus Lalgaye kommend im Dorf einzogen, nicht. Dies geschah vermutlich im Bewusstsein der Aussichtslosigkeit eines solchen Unterfangens angesichts der französischen Übermacht, die zuvor den Naaba von Tenkodogo zur Flucht gezwungen hatte. Yussablega war zuvor noch nie Franzosen begegnet, hatte aber von deren Brutalität gehört. Dourtenga wurde ohne Zusammenstöße eingenommen, war für die Franzosen allerdings nur Durchgangsstation nach Ouargaye, das in Folge lokales Verwaltungszentrum wurde. Wie auch das restliche Gebiet des heutigen Burkina Faso, kam Dourtenga zunächst unter Militärverwaltung und wurde später Teil der neu gegründeten Kolonie Obersenegal und Niger und danach der aus diesem Gebiet abgetrennten Kolonie Obervolta. Als diese 1932 unter den Nachbarkolonien aufgeteilt wurde, kam Dourtenga bis zur Wiederherstellung Obervoltas 1947 zur Kolonie Elfenbeinküste.

### Dourtenga im unabhängigen Obervolta (seit 1984 Burkina Faso)
Nach der Unabhängigkeit 1960 gehörte Dourtenga zunächst zum Departement Ouargaye, aus dem 1982 der Kanton Dourtenga herausgelöst und zu einem eigenständigen Departement ernannt wurde. Dieses gehörte bis zur Errichtung Koulpélogos 1996 zur Provinz Boulgou. 2004 wurde im Rahmen der landesweiten Dezentralisierung die Errichtung einer commune rurale (französisch commune rurale „Landgemeinde“) beschlossen. Im Jahre 2006 fanden dann erstmals Kommunalwahlen statt, bei denen Charles Salouka zum ersten Bürgermeister gewählt wurde.
Zwischen Dourtenga und Lalgaye besteht ein Konflikt um die zu Lalgaye gehörenden Dörfer Tensobtenga und Pissiribouli, welche ursprünglich dem Chef von Dourtenga unterstanden haben sollen. Der Naaba Dourtengas beansprucht die Hoheit über die beiden Dörfer, die früher die Namen Tensobtenbili und Guingodin getragen haben sollen. Im August 2007 kam es beinahe zu bewaffneten Zusammenstößen bei einem Aufforstungsprojekt auf unklarem Terrain. Erst die Sicherheitskräfte, die zur Verstärkung aus Tenkodogo gerufen worden waren, konnten die unter anderem mit Gewehren bewaffneten Konfliktparteien davon abhalten, Gewalt auszuüben.
Traditioneller Dorfchef ist seit 1997 Naaba Boulga.
| Amtszeit  | Naaba      |
| --------- | ---------- |
| 1425–1445 | Segueda    |
| 1446–1466 | Kulweogo   |
| 1467–1487 | Guugu      |
| 1488–1508 | Pagre      |
| 1509–1529 | Sim        |
| 1530–1550 | Giala      |
| 1551–1571 | Belemboko  |
| 1572–1592 | Gigembila  |
| 1593–1613 | Busgu      |
| 1614–1634 | Kâgre      |
| 1635–1655 | Katoulbéré |
| 1677–1697 | Kibga      |
| 1677–1697 | Wobgo      |

| Amtszeit  | Naaba      |
| --------- | ---------- |
| 1698–1718 | Abga       |
| 1719–1739 | Sigri      |
| 1740–1760 | Waongo     |
| 1761–1781 | Reogo      |
| 1782–1802 | Korgo      |
| 1803–1823 | Yaore      |
| 1824–1844 | Nahongo    |
| 1845–1865 | Zompulgi   |
| 1866–1886 | Tidiga     |
| 1887–1907 | Yussablega |
| 1908–1911 | Kulga      |
| 1913–1936 | Teonsa     |
| 1936–1982 | Koanga     |

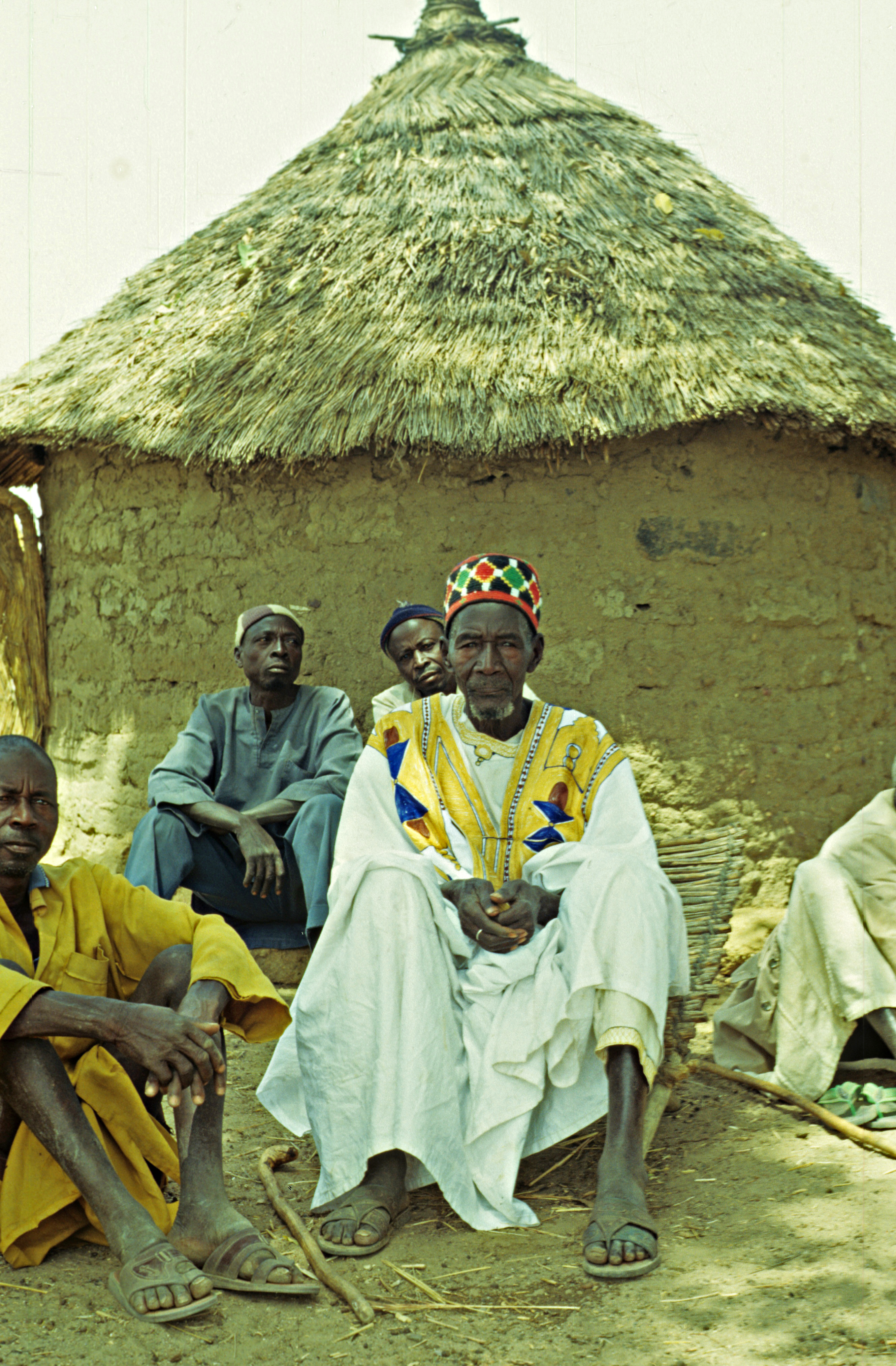
Traditioneller naaba in einem zu Dourtenga gehörenden Dorf

Darstellung nach Segda, der von einer durchschnittlichen Regierungszeit von 20 Jahren ausgeht.

## Politik und Verwaltung

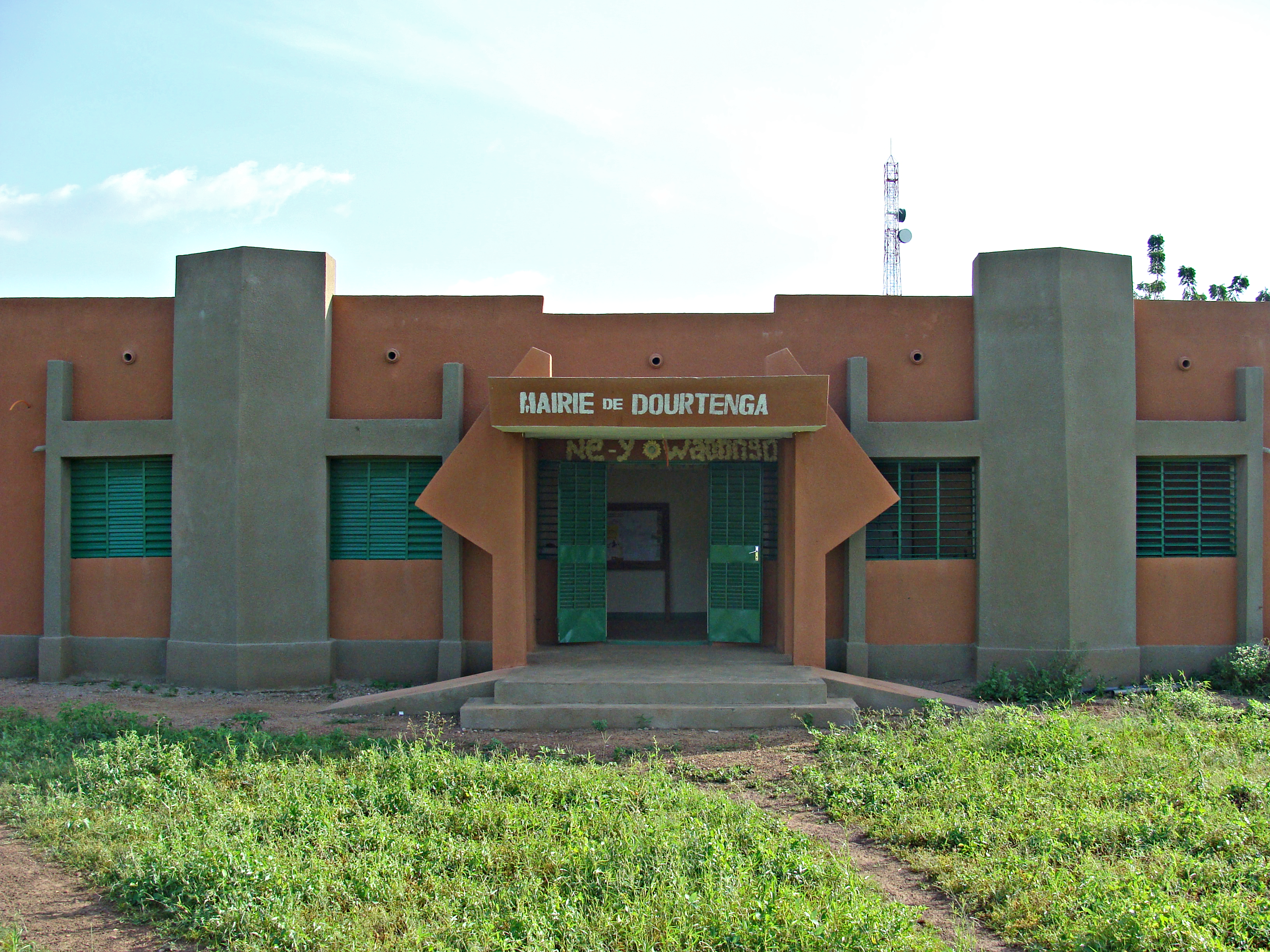
Rathaus von Dourtenga

Auf demselben Gebiet existieren zwei Verwaltungseinheiten parallel; das Departement Dourtenga wird von einem Präfekten verwaltet, der vom Staat eingesetzt wird. Seine Aufgabe ist es, den Staat zu repräsentieren, die staatlichen Verwaltungsaufgaben zu koordinieren sowie unter anderem das Einwohnermelderegister zu führen. Der Präfekt ist außerdem Vorsitzender des Departementalgerichtes und kann in dieser Funktion Recht sprechen. 2006 wurde Noélie Zongo zur Präfektin von Dourtenga ernannt; neuer Präfekt per Dekret vom 30. Dezember 2011 ist Christian Abo.
Im Rahmen der politischen Dezentralisierung wurde im Jahre 2006 außerdem eine Landgemeinde (französisch commune rurale) errichtet, die von einem Bürgermeister und einem Gemeinderat verwaltet wird, die von der Bevölkerung in freien Wahlen bestimmt werden. Bei einer Wahlbeteiligung von 47,96 % stimmten 1791 von 4022 Wahlberechtigten für die Regierungspartei CDP und 28 für die ADF-RDA. 110 Stimmen waren ungültig. Damit gehörten alle 24 Gemeinderatsmitglieder – jeweils zwölf Frauen und Männer – der CDP an. Zum ersten Bürgermeister der Landgemeinde Dourtenga wurde Charles Salouka gewählt. Bei den Wahlen 2012 kam es zu folgendem Ergebnis: 2487 von 3044 Wahlberechtigten nahmen an der Abstimmung teil (Wahlbeteiligung 81,7 %); davon entfielen 1378 Stimmen auf die CDP, die damit 17 Sitze gewann und 810 auf die UPC, die damit sieben Sitze erlangen konnte. ADF-RDA mit 61 und PRDF mit 51 Stimmen konnten keinen Sitz gewinnen.
Nach dem Abtritt des Staatspräsidenten Blaise Compaoré nach gewaltsamen Protesten im Oktober 2014 wurden im November 2014 von der Übergangsadministration alle Gemeinderäte in Burkina Faso aufgelöst, so auch derjenige von Dourtenga.
Weitere in Dourtenga aktive Parteien sind der sozialdemokratisch orientierte, von Joseph Ki-Zerbo gegründete PDP/PS, die sankaristische UNIR/MS, CFD und PDS. Zwei Sitze im Regionalrat der Region Centre-Est sind für Delegierte aus Dourtenga reserviert.

### Gliederung
Untenstehende Tabelle zeigt die Einwohnerzahlen der Dörfer gemäß Zensus 1996. Neben den zwölf villages administratifs existieren einzelne Weiler wie Tilobré, Nienghin, Kobré oder Zabdèla.
| Dorf        | Einwohner |
| ----------- | --------- |
| Dourtenga   | 3276      |
| Sougoudin   | 1039      |
| Katoulbéré  | 831       |
| Kangrétenga | 617       |
| Gogo        | 578       |
| Tangoko     | 505       |
| Niondin     | 473       |
| Gorin       | 406       |
| Zargoama    | 319       |
| Yambili     | 316       |
| Kanlé       | 267       |
| Youmtenga   | 66        |

## Wirtschaft und Infrastruktur

### Wirtschaft

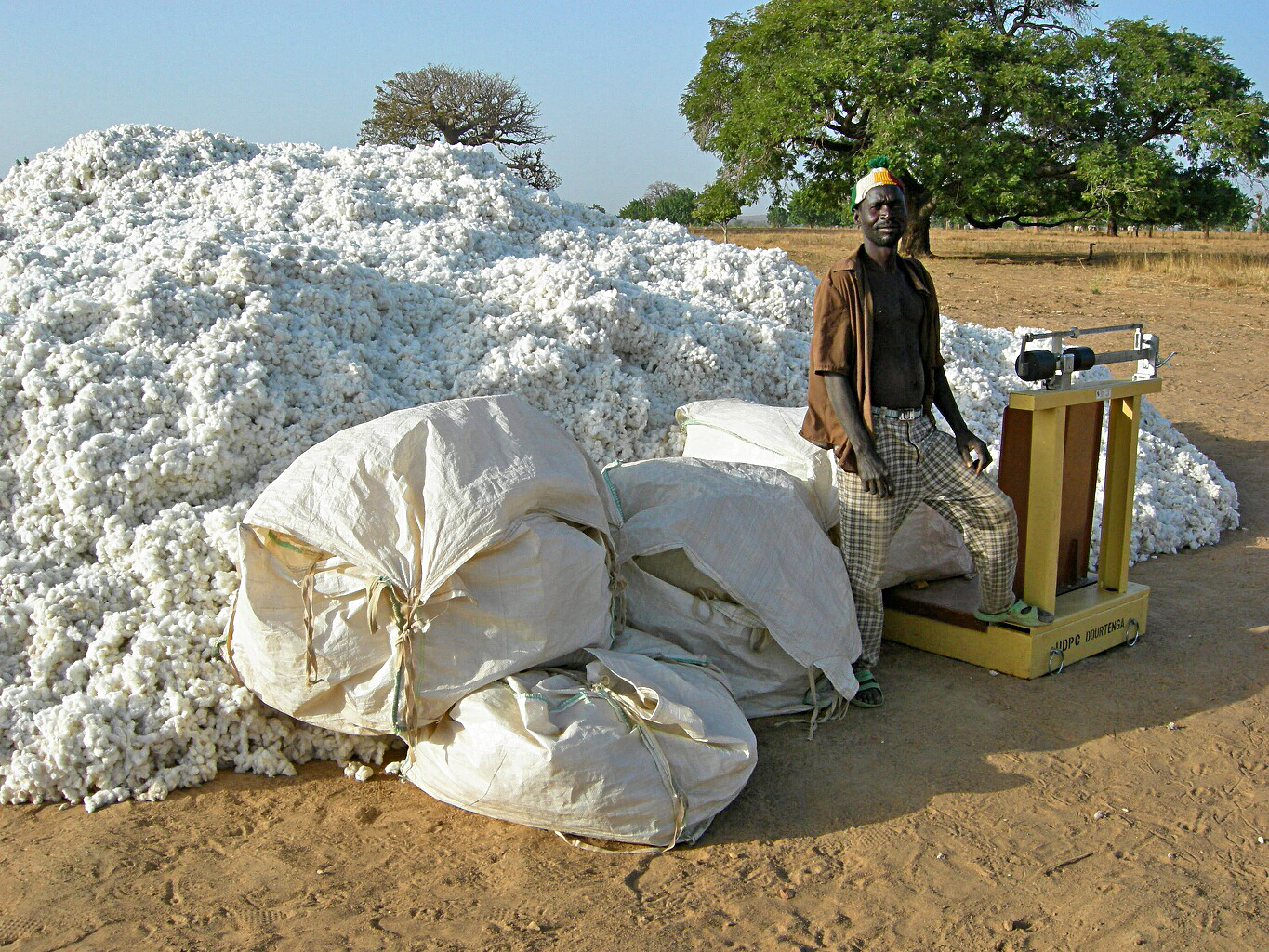
Geerntete Baumwolle

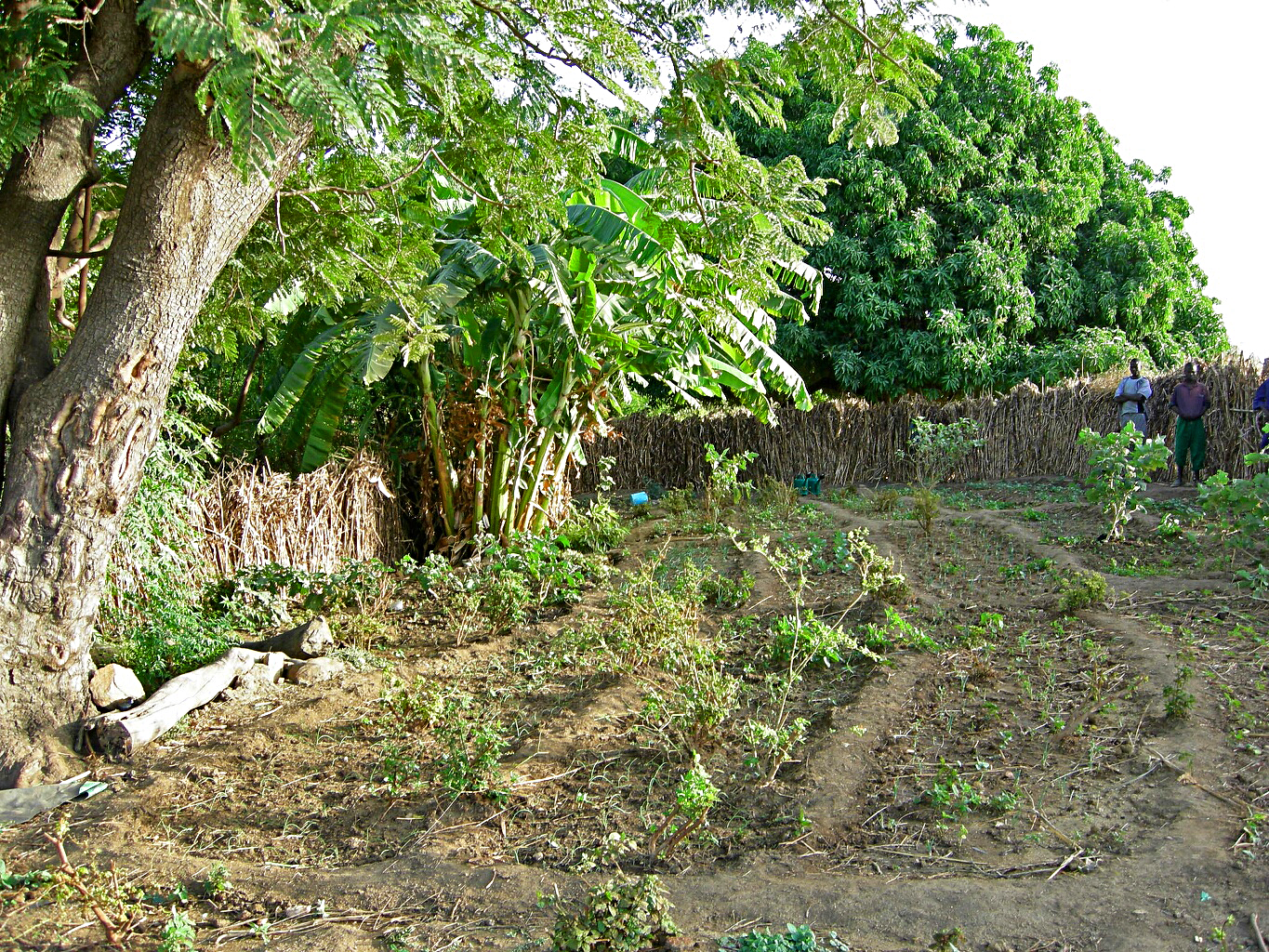
Gemüseanbau in einem Kleingarten

Haupterwerbstätigkeit der Bewohner Dourtengas ist die Subsistenzlandwirtschaft. Angebaut werden unter anderem Sorghum, Hirse, Mais, Reis, Erdnüsse, Soja und Baumwolle. Deren Produktion ist unbedeutend und beträgt nur 30 Tonnen. Auch Viehzucht wird betrieben, darunter Rinder, Schafe, Ziegen, Schweine und Geflügel, wobei die Rinderzucht traditionell den Fulbe vorbehalten ist. Der Bruttowert des Viehbestandes wird auf etwa 1,5 Millionen Euro geschätzt, alle drei Tage findet ein Viehmarkt statt. Handwerk und Handel haben in der bäuerlichen Gesellschaft Dourtengas traditionell nur untergeordnete Bedeutung.
Das provisorische Budget der Gemeinde für 2006 wurde mit etwa 2300 Euro angegeben.

### Infrastruktur

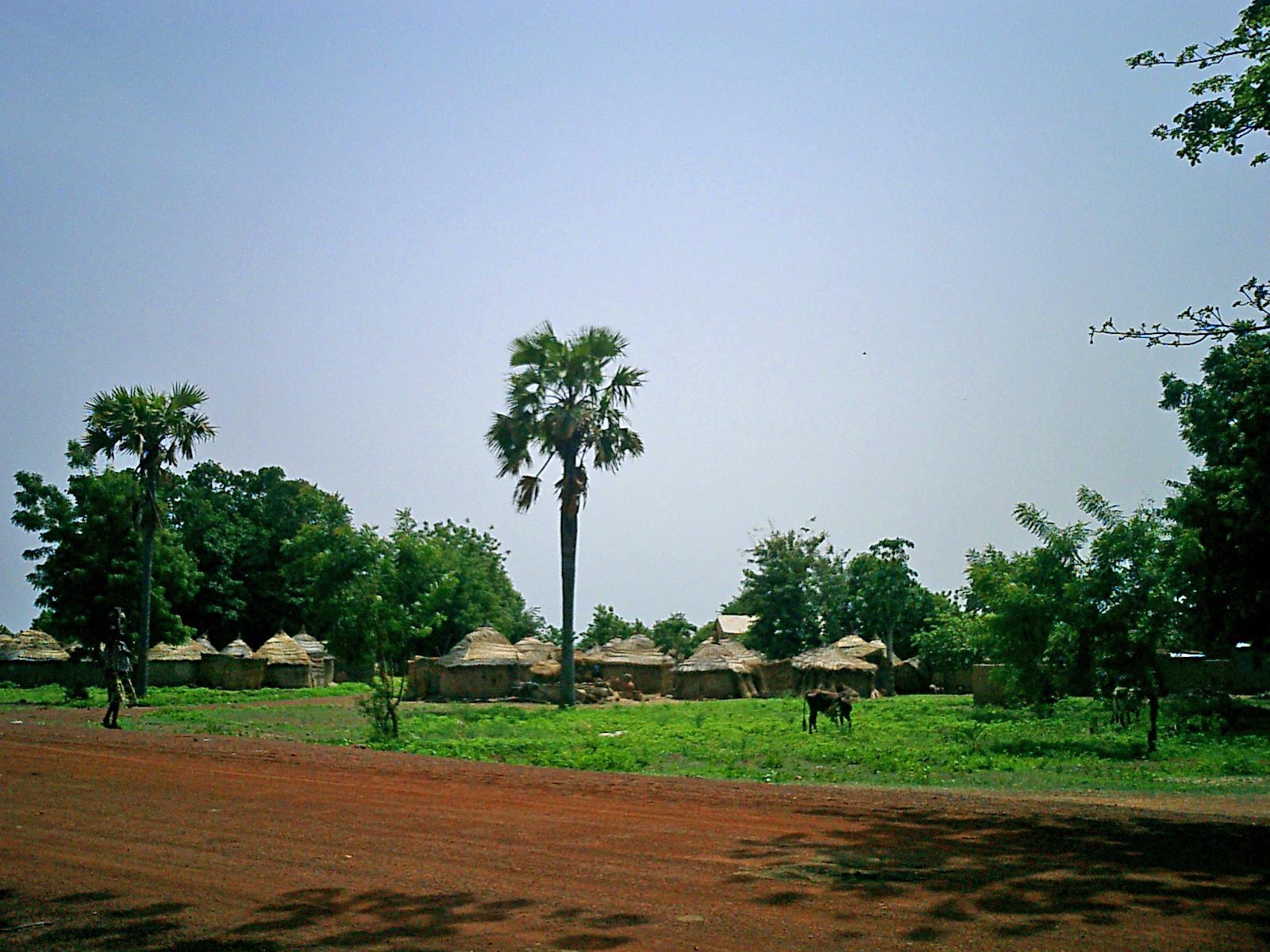
Die durch Dourtenga führende Nationalstraße 17

Dourtenga liegt an der Nationalstraße 17 (route nationale 17), welche die Provinz von Osten aus Tenkodogo kommend nach Westen in Richtung der Grenze zu Togo durchquert. Bisher wurde die Straße noch nicht asphaltiert, weshalb sie als Sandstraße in der Regenzeit oftmals nur schwer zu passieren ist. Minibusse verkehren auf dieser Strecke zwischen Ouargaye und Tenkodogo. Der Hauptort Dourtenga ist mit den umliegenden Dörfern durch Pisten verbunden. Mopeds, Fahrräder und von Eseln gezogene Karren sind die vorherrschenden Verkehrsmittel.
Dourtenga ist noch nicht an das Stromnetz der SONABEL angeschlossen. Hauptenergiequelle der Bevölkerung ist Brennholz. Dourtenga verfügt über 28 Wasserstellen, entweder Pumpen oder offene Brunnen, an denen das Wasser in Eimern hochgezogen wird. Der zu französischen Kolonialzeiten gebaute Staudamm ist baufällig, ebenso wie die der Bewässerung der Felder dienenden kleinen Deiche.

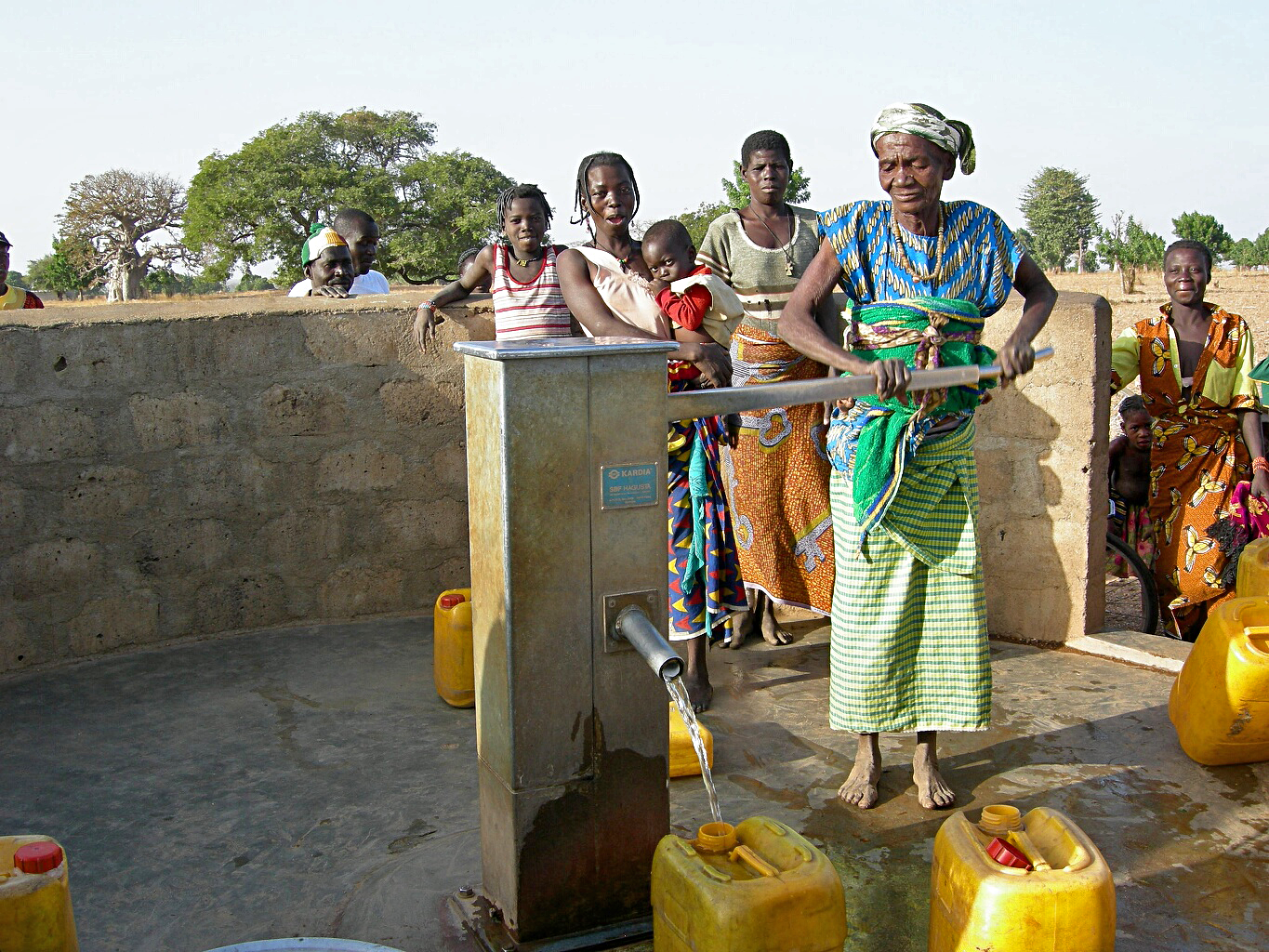
Handbetriebener Trinkwasserbrunnen

Die durch den Ort nach Ouargaye führende Telefonleitung des ONATEL kann nicht benutzt werden. An einigen Stellen kann mit Mobiltelefonen das Netz von Airtel Africa empfangen werden; die Sendestation befindet sich in Ouargaye.
Das Fernsehprogramm der RTB kann in Dourtenga empfangen werden, was aber aufgrund des fehlenden Stromanschlusses erschwert wird.
In der Krankenstation arbeiten sechs Personen, die Stromversorgung wird durch eine Solaranlage gesichert, ebenso gelangt Trinkwasser mit Hilfe einer Solarpumpe in die Räume der Station. Seit 2002 verfügt die Station über einen gespendeten Krankenwagen.
Neben den elf Grundschulen (zum Schuljahr 2005/06) in den einzelnen Dörfern wurde in jüngster Vergangenheit eine weiterführende Schule gebaut (französisch collège), das zu einem Gymnasium (französisch lycée) ausgebaut werden soll. Das Zahlenverhältnis von eingeschulten Jungen und Mädchen ist in etwa ausgeglichen.

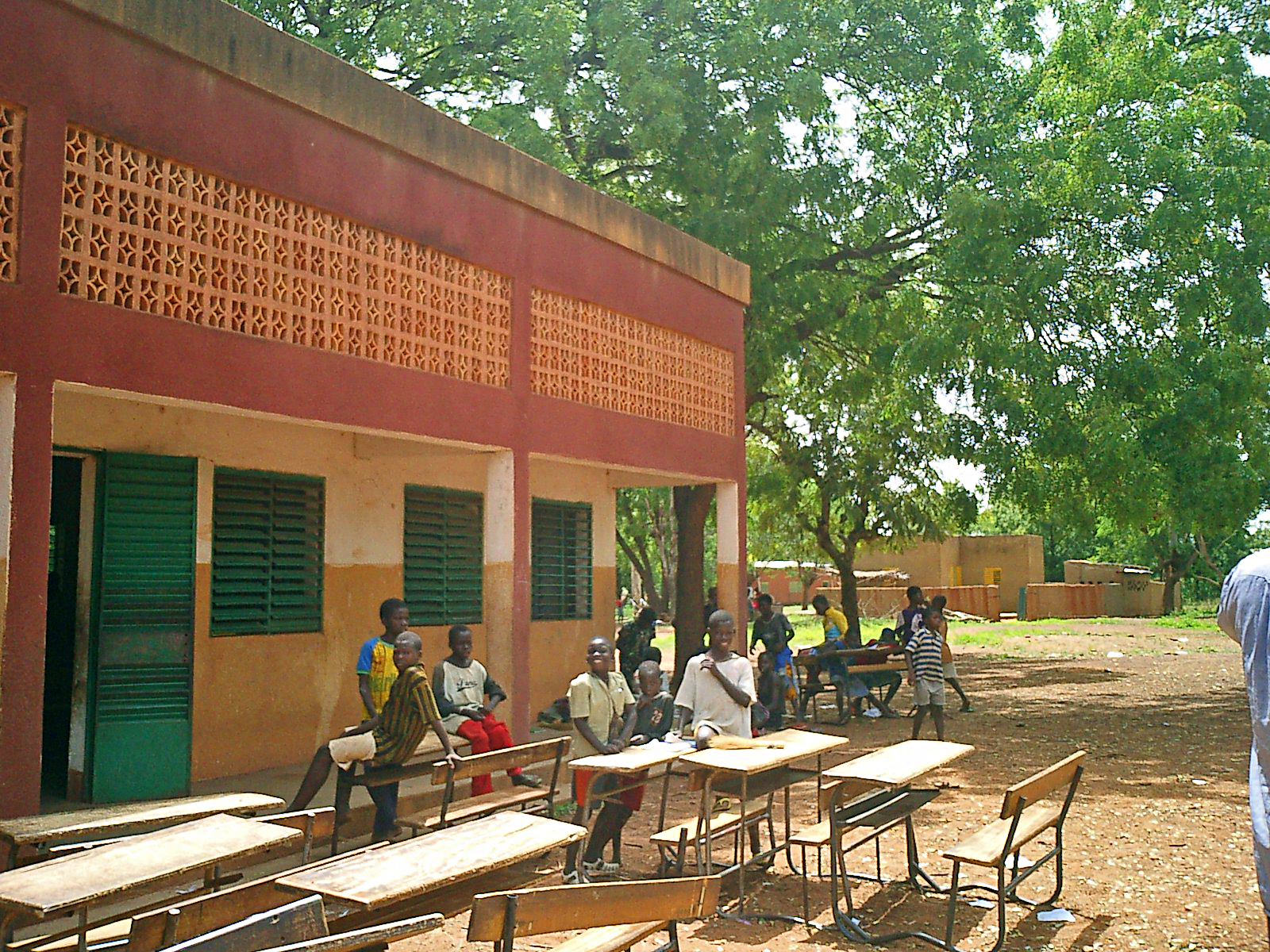
Grundschule des Hauptortes Dourtenga
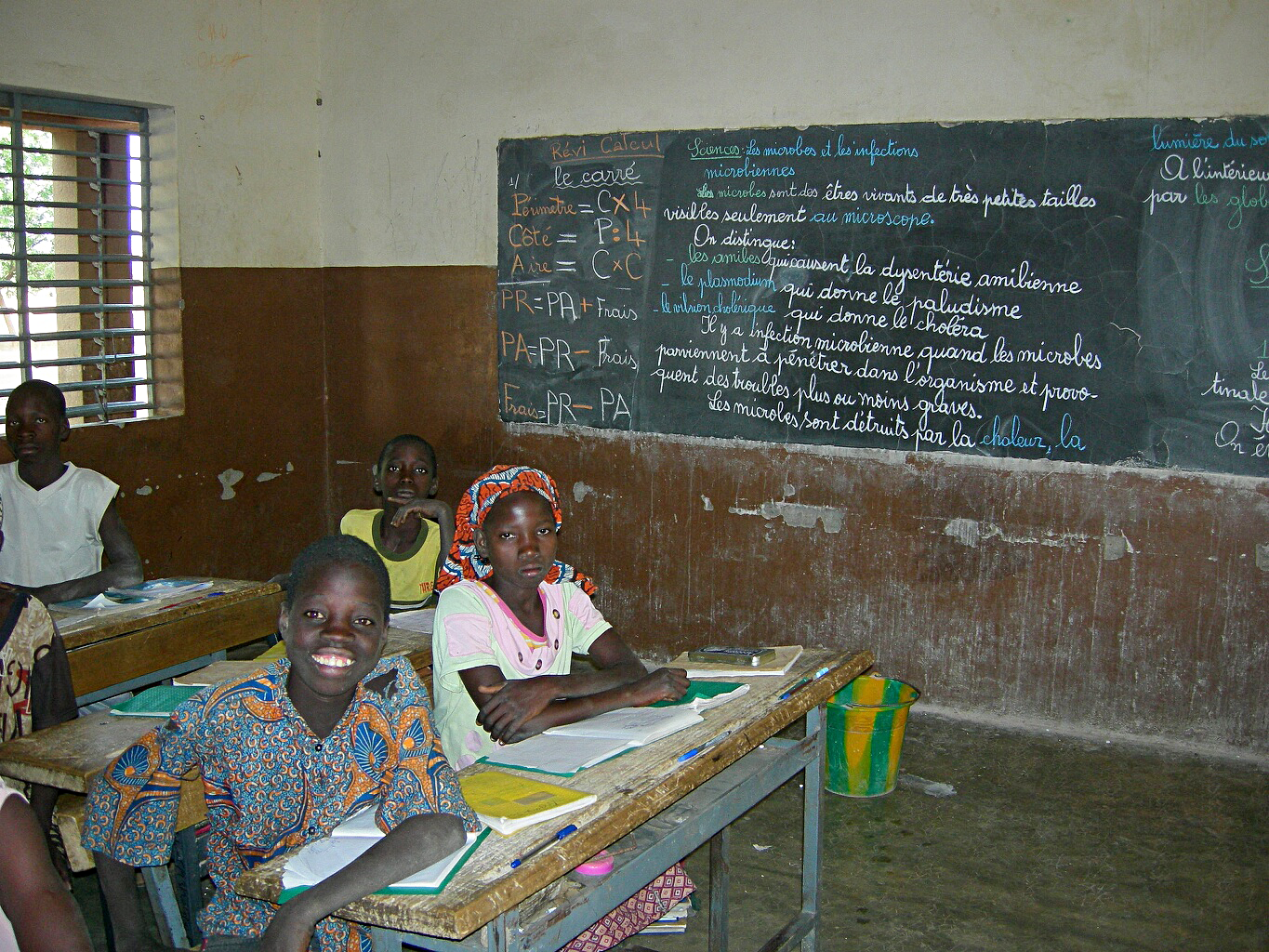
Während des Unterrichts in einer Schule
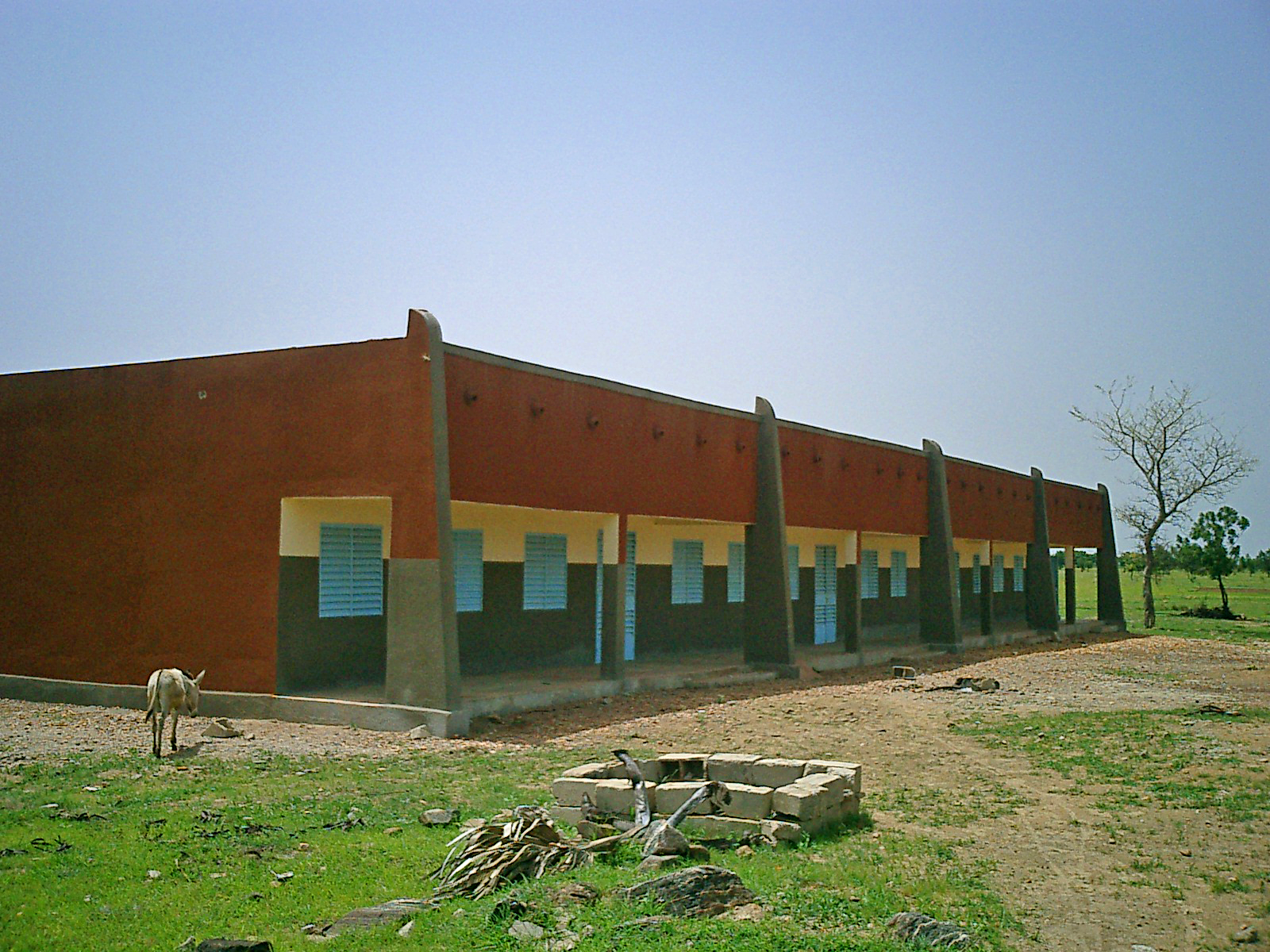
Gebäude des collège im Bau (2004)

## Kultur und Gesellschaft

### Soziale Schichten der präkolonialen Gesellschaft
Seit der Gründung Dourtengas bildeten sich aus den Gründungsfamilien (Segueda oder Segda und Sawadogo) sowie den zugezogenen Yarsé und Fulbe die drei sozialen Schichten der präkolonialen Gesellschaft des Ortes heraus. Die oberste Schicht bildeten die nakombse und die nabiisi; erstere waren die Nachfahren des Dorfgründers, also die Mitglieder der herrschenden Familie, letztere waren die engere Familie des jeweiligen Chefs. Allein aufgrund ihrer Abstammung hatten sie politische Autorität inne und konnte wegen ihrer höheren Stellung Respekt und Geschenke der übrigen Bevölkerung, genannt talse, erwarten.
Unterhalb dieser Schichten waren die yemse angesiedelt. Es handelte sich dabei um die Sklaven, die entweder Kriegsgefangene oder Kriminelle waren. Da es nur selten kriegerische Auseinandersetzungen gab, war auch die Zahl der Sklaven niedrig. Die Sklaven wurden als Kriegsbeute betrachtet, mussten als rechtlose Haussklaven arbeiten und als Henker tätig sein. Sie wurden allerdings recht schnell wieder freigelassen. Dourtenga wurde kein Opfer des transregionalen Sklavenhandels und beteiligte sich auch nicht daran.
Die zugezogenen Yarsé, zumeist Weber, und die hauptsächlich als Bauern lebenden Yaama hatten ihre eigenen Viertel (saakse), die viehhütenden Fulbe wohnten etwas entfernt, so wie die wenigen Schmiede außerhalb der Dörfer lebten. Kleinste Einheiten der Gesellschaft waren die Familien. Deren Oberhaupt war immer ein Mann, dem alleinige Entscheidungsgewalt zustand – auch über seine schon verheirateten Söhne – während die Frauen wie materielles Gut behandelt wurden. Ihre Rolle beschränkte sich auf das Gebären und Großziehen von Kindern, die dem Ansehen ihres Mannes dienten. Hochzeiten wurden entweder durch das Werben mithilfe von Mitgiftgaben angebahnt oder ein lete genanntes System, bei dem eine Schwester gegen eine Frau aus einer anderen Familie getauscht wurde.

### Feste und Kunsthandwerk
Zu den traditionellen Festen zählt das Erntedankfest karemtaaka, das vermutlich unter Naaba Abga eingeführt wurde. Zu dieser Gelegenheit wurde den Vorfahren Dolo (Bier) dargeboten. Ein weiteres bedeutendes Fest ist ziitango, ein Opferfest, das in Kobré zwei Tage vor karemtaaka gefeiert wurde. Bei beiden Festen wurde den Gottheiten für ihre Unterstützung bei der Ernte gedankt. Die islamischen Feste hatten bei den Yaama nur geringe Bedeutung, das Opferfest tabaski wurde in ein Fest zu Ehren der Toten umgewidmet. Bei allen Feierlichkeiten der Yaama steht die Darbietung von Opfern im Vordergrund, mit denen Ahnen und unsichtbare höhere Wesen um Schutz gebeten werden. Durch ihre Bindung an die existentielle Bedeutung der Ernte waren sie ein „psychologischer Motor für die Produktion“. Sie boten außerdem Gelegenheit für Tanz (ressembaonlgo bei den Frauen und kiegba bei den Männern) sowie Gesang.

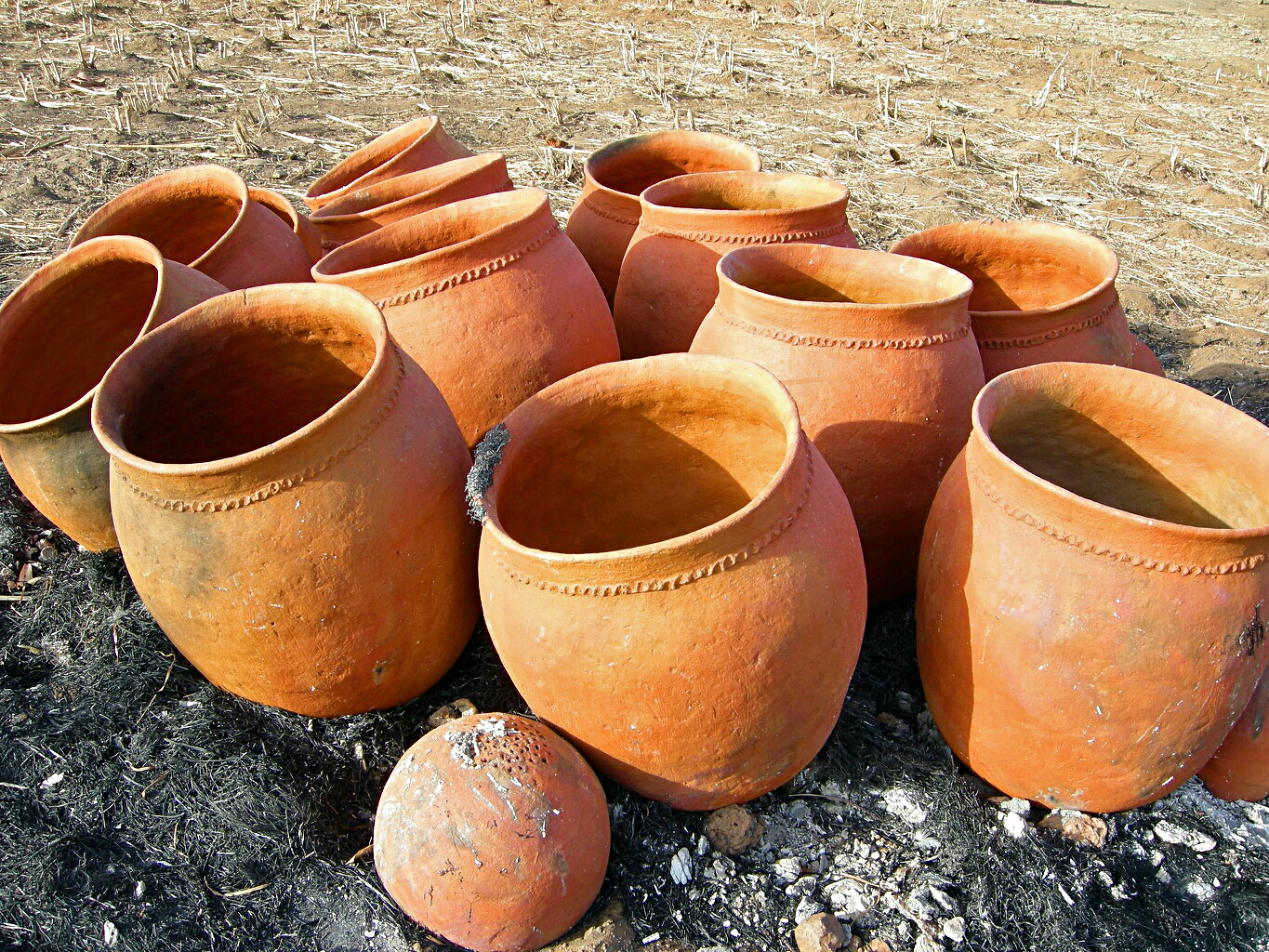
In Dourtenga hergestellte Tontöpfe

Das Kunsthandwerk hatte neben der Landwirtschaft nur untergeordnete Bedeutung und wurde vor allem während der Trockenzeit ausgeübt. Die Weberei wird schon seit den Gründungszeit Dourtengas vorwiegend von den Männern der Yarsé ausgeübt, während die Frauen bei der Spinnerei halfen. Die Weber waren zugleich meist auch Schneider und verkauften die hergestellten Kleider auf dem Markt. Daneben existieren Schuhmacherei und das Flechten von Körben oder Hüten. Das Schmiede- und Töpferhandwerk wird von bestimmten Familien betrieben, die es an nachfolgende Generationen weitergaben. Die Arbeit der Schmiede war seit jeher von großer Bedeutung für die bäuerliche Bevölkerung, da sie ihnen die notwendigen Werkzeuge für Landwirtschaft und Jagd zur Verfügung stellen konnte. Trotzdem lebten sie – auch räumlich – abseits der Gesellschaft, auch aufgrund der mit ihrer Arbeit verbundenen Risiken.

### Architektur und Sehenswürdigkeiten

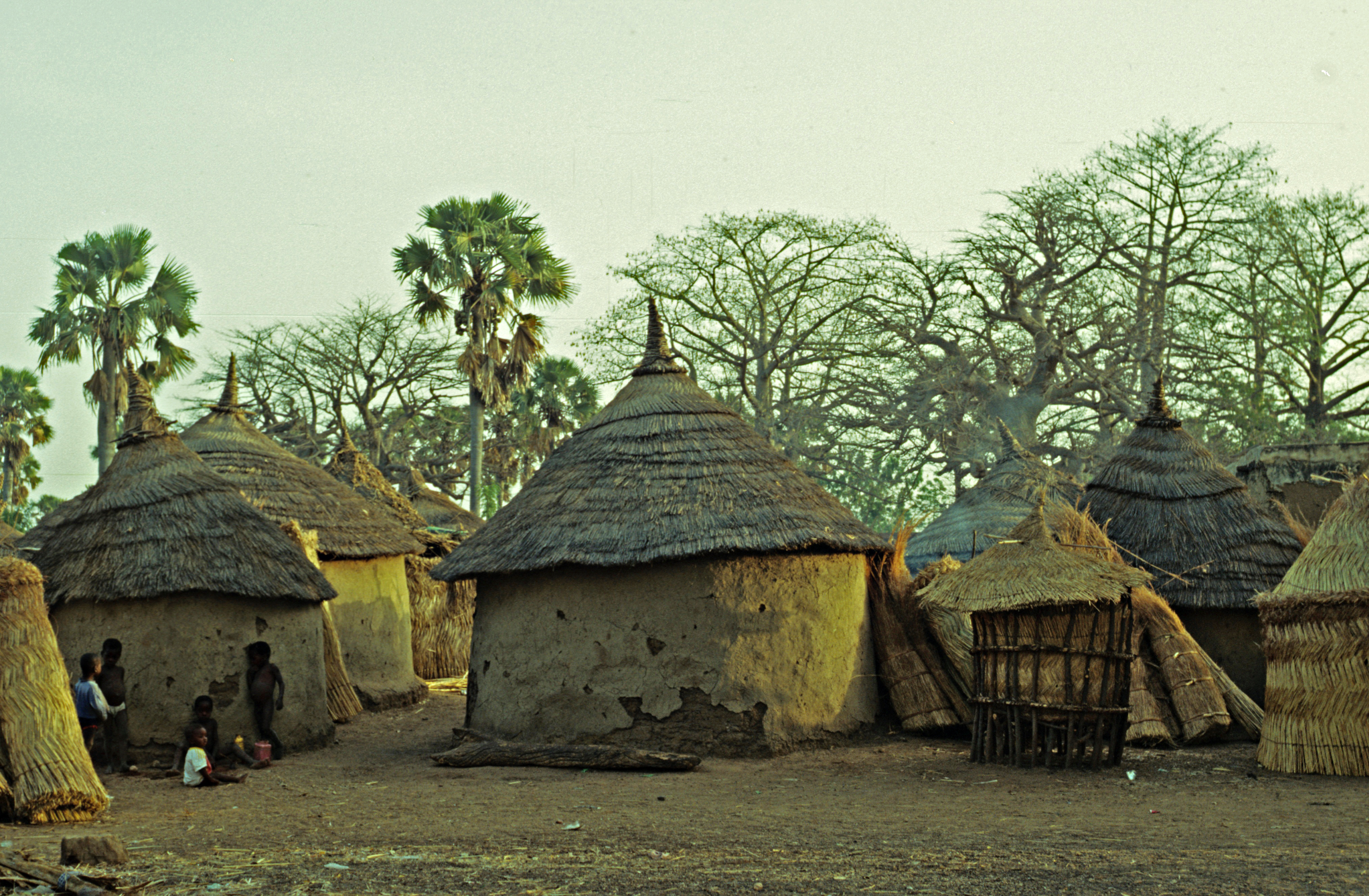
Traditionelle Rundhütten im Hauptort Dourtenga

Vorherrschend sind traditionelle Rundbauten aus Lehmziegeln mit Strohdächern, die kreisförmig angeordnet und durch Mauern verbunden sind. Einige wenige Gebäude verfügen über einen rechteckigen Grundriss und sind mit Blechdächern gedeckt. Da noch keine Parzellierung durchgeführt wurde, entstehen neue Bauwerke ungeordnet. Als Sehenswürdigkeiten gelten für das Tourismusministerium der Heilige Hügel und die Gräber der ehemaligen Naabas. Diese befinden sich im Hof des heutigen Naaba.

### Partnerschaft mit Brühl und Entwicklungszusammenarbeit
Seit 1997 ist Dourtenga im Rahmen kommunaler Entwicklungszusammenarbeit durch eine Partnerschaft mit der Gemeinde Brühl in Baden-Württemberg verbunden. Auf deutscher Seite ist der Förderkreis Dourtenga (ehemals Förderkreis Dritte Welt), auf burkinischer Seite das lokale Partnerschaftskomitee (französisch comité de jumelage) zuständige Trägerorganisation. Bildung, Wasserversorgung und Gesundheit sind Schwerpunkte der Partnerschaft, Freundschaft und Verständigung zwischen den Bewohnern das Ziel. Ein village de Brühl wurde in traditioneller Rundbauweise errichtet und dient den Gästen aus Brühl als Unterkunft und der Jugend als Treffpunkt.
Von der dänischen Hilfsorganisation BØRNEfonden, die in Dourtenga einen Stützpunkt unterhält und seit 1996 dort tätig ist, wurde ein Sportplatz gebaut, der für Fußball, Handball sowie Volleyball genutzt werden kann und von der Jugend Dourtengas unterhalten wird. BØRNEfonden unterstützt auch die Schulen und Kindergärten und ist in der beruflichen Ausbildung tätig. Weitere Organisationen sind in verschiedenen Bereichen wie Brunnenbau, berufliche Ausbildung, Aufforstung und Behindertenhilfe im Ort tätig. Es existieren außerdem 35 dörfliche Selbsthilfegruppen sowie die Association Zitongo pour le Développement de Dourtenga (AZDD).

## Söhne und Töchter des Ortes
- Gérard Segda, Präsident der Universität Koudougou und ehemaliger Abgeordneter im nationalen Parlament